# Robin Ellis

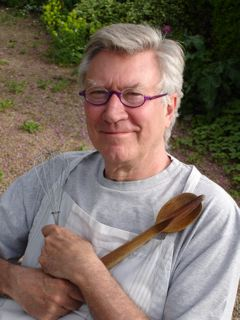
Robin Ellis (2010)

Anthony Robin Ellis (* 8. Januar 1942 in Ipswich, Suffolk) ist ein britischer Schauspieler und Kochbuchautor, der vor allem durch seine Rolle als Captain Ross Poldark in den 29 Folgen der BBC-Klassikerserie Poldark (Fernsehserie, 1975) aus dem Jahr 1975 bekannt wurde, die auf einer Buchreihe des britischen Autors Winston Graham basiert. Er trat außerdem in Fawlty Towers, Cluedo, The Good Soldier (eine Adaption des Ford-Madox Ford-Romans), Elizabeth R (als Essex), The Moonstone, Bel Ami, Sinn und Sinnlichkeit (mit Clive Francis), Sherlock Holmes, She Loves Me (in dem er singt) und Blue Remembered Hills (geschrieben von Dennis Potter) auf. In den Jahren 2015–17 und 2019 trat er in der Neuverfilmung der Poldark-Serie als Reverend Halse auf.

## Leben und Karriere
Ellis besuchte die unabhängige Highgate School in Highgate im Norden Londons und das Fitzwilliam College in Cambridge, wo er Geschichte studierte und in über 20 Theaterstücken auftrat. Seinen ersten Auftritt im West End hatte er als Captain Jack Absolute in Sheridans The Rivals im Haymarket Theatre. Es folgten Auftritte in The Real Inspector Hound am Criterion Theatre und in Widowersʼ Houses am Royal Court. Er gehörte der innovativen „Actors’ Company“ an, die 1972 von Ian McKellen und Edward Petherbridge gegründet wurde und von den Schauspielern selbst demokratisch organisiert und geleitet wurde. In dieser Theatergruppe trat er in Schade, dass sie eine Hure ist, Ruling the Roost, The Way of the World, The Wood Demon’s, The Bacchae, Tartuffe, König Learund Knots (basierend auf dem Buch von Ronald D. Laing) auf.
Ellis’ großer Durchbruch kam 1975 mit seiner ersten großen Rolle in einer populären Fernsehserie. Er spielte den Frauenschwarm Ross Poldark in der BBC-1-Serie Poldark.
1969 spielte er Ames in dem Film Arthur? Arthur!. Ellis spielte zusammen mit Lee Remick in dem Merchant-Ivory-Film Die Europäer (1979), der auf dem Roman von Henry James basiert, die Rolle des John Acton. Ellis trat in der CBS-Miniserie The Curse of King Tut’s Tomb (in der Rolle des Howard Carter, des Engländers, der das Grab von König Tut entdeckte) auf, in dem ITV-Drama Heartbeat und in einer BBC-Adaption von A Dark-Adapted Eye (1994), einem Psychothriller von Ruth Rendell.
Ellis hatte auch eine lange Theaterkarriere, darunter eine Station bei der Royal Shakespeare Company. Dort trat er in einer Musicalversion von Die Komödie der Irrungen als Pinch auf, in König Lear als Edmund, in Troilus und Cressida als Achilles und in Viel Lärm um nichts als Don Pedro. Sein letzter Auftritt im West End war 1996 mit Zoë Wanamaker in Sylvia von A.R. Gurney im Apollo Theatre.
Er sprach Dokumentarfilme, darunter Der Fall der Mauer, Die Zweite Russische Revolution, Der Untergang Jugoslawiens und Das Ende des Imperiums.
Er ist Autor der Memoiren Making Poldark über die Serie (ursprünglich erschienen bei Bossiney Books, ISBN 0-906456-00-2). Making Poldark wurde 2012 erweitert und überarbeitet und von Palo Alto Publishing neu aufgelegt (ISBN 978-0-9839398-1-8). Eine Hörbuchversion seiner Memoiren erschien im Juni 2015 bei Audible.
Er hatte eine wiederkehrende Rolle in der BBC-Adaption von Poldark (2015–2019) als Reverend Halse.
2021 spielte er den Geist in einer Online-Produktion von Hamlet, produziert vom Gorilla Repertory Theater in New York, die im Herbst 2021 abgeschlossen sein sollte.

## Kochbuchautor
Sein erstes Kochbuch, Delicious Dishes for Diabetics: A Mediterranean Way of Eating, erschien 2011. Die US-Ausgabe trug den Titel Delicious Dishes for Diabetics: Eating Well with Type 2 Diabetes.
Sein zweites Kochbuch, Healthy Eating for Life, erschien 2014. Sein drittes Kochbuch, Mediterrane Küche für Diabetiker: Köstliche Gerichte zur Kontrolle oder Vermeidung von Diabetes, erschien 2016 bei Little, Brown UK. Sein viertes Kochbuch, Robin Ellis’ Mediterranean Vegetarian Cooking, erschien im Juni 2020 bei Little, Brown UK.

## Privatleben
Ellis lebt mit seiner Frau Meredith im Südwesten Frankreichs. Seine jüngeren Brüder sind der Schauspieler Jack Ellis und der 2006 verstorbene Regisseur Peter Ellis.